# Кравець Марія Василівна
Марія Василівна Кравець (нар. 17 травня 1952, село Млиниська, тепер Жидачівського району Львівської області) — українська радянська діячка, бригадир електрозварників Вишгородського заводу залізобетонних виробів тресту «Південатоменергобуд». Депутат Верховної Ради УРСР 10—11-го скликань.

## Біографія
Освіта середня спеціальна. Закінчила Стрийське професійно-технічне училище № 16 Львівської області.
З 1969 року — електрозварниця, бригадир електрозварників Вишгородського заводу залізобетонних виробів тресту «Південатоменергобуд» Київської області. Закінчила без відриву від виробництва Вишгородську школу робітничої молоді та Київський будівельний технікум.
Член КПРС з 1981 року.
Потім — на пенсії в місті Вишгороді Київської області.

## Нагороди
- ордени
- медалі